# ریتانو
ریتانو (به ایتالیایی: Reitano) یک کومونه در ایتالیا است که در استان مسینا واقع شده‌است.

## خصوصیات
ریتانو ۱۳٫۹ کیلومترمربع مساحت و ۹۱۵ نفر جمعیت دارد و ۳۹۶ متر بالاتر از سطح دریا واقع شده‌است.